# Enfermedad de McArdle
La enfermedad de McArdle es una enfermedad que pertenece al grupo de las llamadas enfermedades raras por afectar a menos de un 5 por mil de la población. Fue descrita por primera vez por el pediatra británico Brian McArdle, del Guy´s Hospital.

## Fisiopatología
Se trata de una enfermedad de tipo genético, heredada con un patrón autosómico recesivo, extremadamente rara, caracterizada por una imposibilidad del organismo para descomponer el glucógeno tipo V, fuente importantísima de energía muscular. Esa imposibilidad es provocada por la ausencia de la enzima glicolítica fosforilasa muscular.
Para contraer la enfermedad suele ser necesaria la aportación de un gen defectuoso por cada uno de los padres, siendo extraños los casos de la enfermedad en los que solo uno de los padres es poseedor de dicho gen.

## Cuadro clínico
Entre otros síntomas, se manifiesta con dolor muscular tras el ejercicio, calambres, fatiga, presencia de mioglobina en la orina e incluso insuficiencia renal grave. Estos son síntomas de una enfermedad llamada rabdomiólisis, que en este caso es causado por un defecto enzimático hereditario en el metabolismo de los carbohidratos (déficit de miofosforilasa).

## Tratamiento
A día de hoy, no existe un tratamiento específico contra esta enfermedad. Si bien se ha comprobado que la administración de sacarosa (azúcar común), en dosis de 37 gramos en adolescentes y adultos y entre 18 y 20 gramos en niños justo antes de la realización de un ejercicio se ve reflejada en una menor sensación de agotamiento.
Las dietas bajas en carbohidratos deben ser evitadas en estos pacientes, recomendándose dietas consistentes en 40% carbohidratos, 30-35% grasas y 25-30% de proteínas.
Lo más normal es observar un tratamiento sintomático, evitando la realización de ejercicio físico intenso.  
La enfermedad de McArdle no varía la esperanza de vida de sus afectados.